# الإعاقة في سيراليون
وفقًا لمنظمة الصحة العالمية، يُقدر أن 15% من سكان العالم يعانون من شكل من أشكال الإعاقة أو الضعف. وترتفع نسبة الأشخاص ذوي الإعاقة بشكل كبير في سيراليون، وهي دولة تقع في غرب أفريقيا خرجت من حرب أهلية استمرت لعقد من الزمان في عام 2002 حيث كانت العلامة التجارية للجماعات المتمردة هي قطع أطراف المدنيين.
وتشير التقديرات إلى أن هناك حوالي 450 ألف شخص من ذوي الإعاقة في سيراليون، على الرغم من أن هذا العدد قد يكون أقل من الواقع. تشمل مشكلات الإعاقة الشائعة العمى والصمم وجرحى الحرب بما في ذلك مبتوري الأطراف وشلل الأطفال.

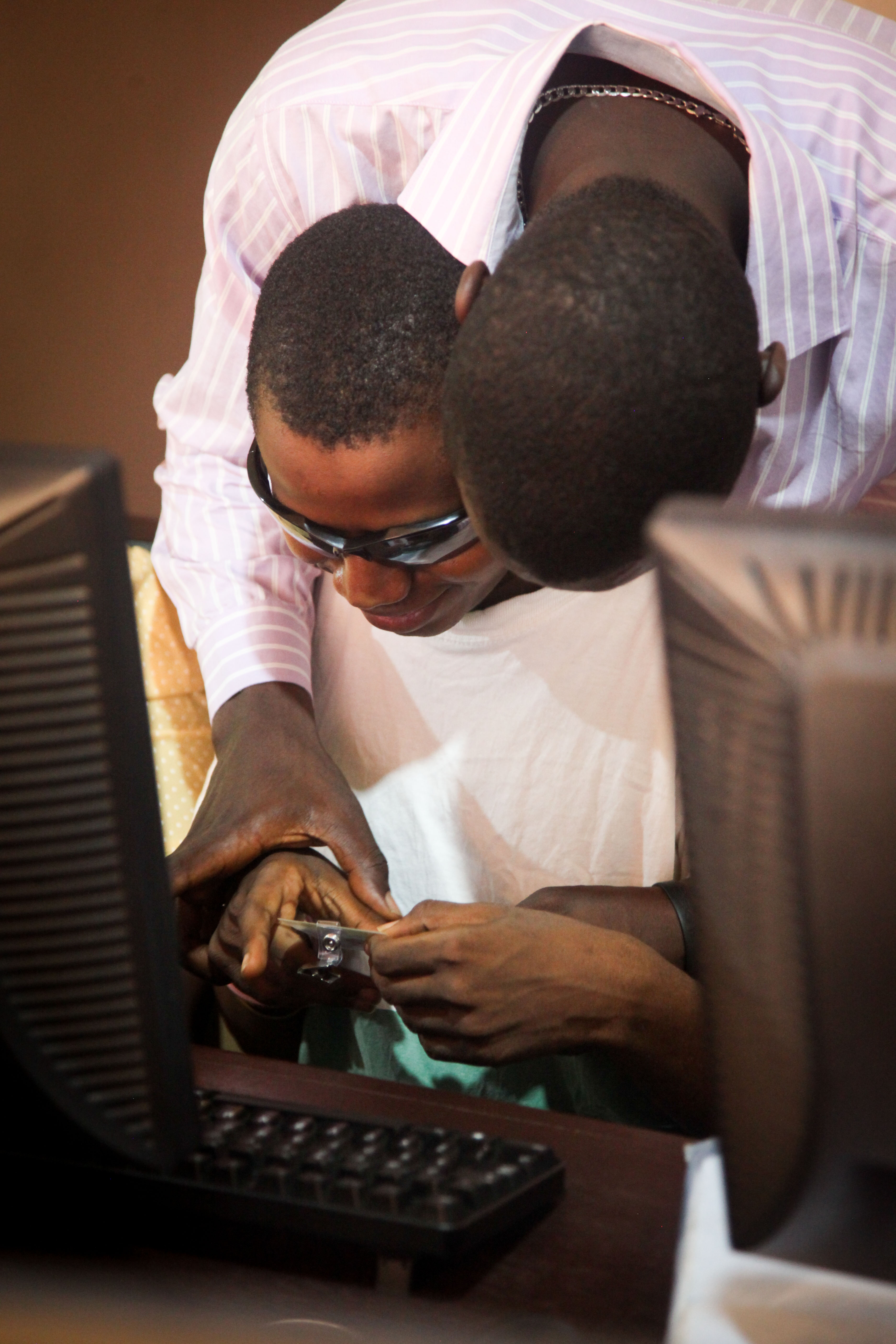
يدعم نيلسون، أحد المتطوعين في مؤسسة دوروثي سبرينغر (DST)، الطالب عثمان الذي يعاني من ضعف البصر أثناء الدرس.

## الاقتصاد الاجتماعي
وفي دراسة أجريت عام 2009 حول الإعاقة في سيراليون، كان ثلث الأشخاص ذوي الإعاقة الذين شملهم الاستطلاع يعملون في حين لم يكن لدى ضعف عدد الأشخاص ذوي الإعاقة (16.4%) إمكانية الوصول إلى الرعاية الصحية مقارنة بالأشخاص غير ذوي الإعاقة (7.1%). بالإضافة إلى ذلك، ووفقًا لبرنامج الأمم المتحدة الإنمائي، فإن 35% فقط من سكان سيراليون فوق سن 15 عامًا متعلمون، والإحصائية أقل حتى بالنسبة للمواطنين ذوي الإعاقة. كما أن الفقراء أكثر عرضة للإصابة بالإعاقة بسبب عدم القدرة على الوصول إلى خدمات الصرف الصحي فضلاً عن عدم توفر بيئة معيشية وعمل آمنة.

## الصحة العقلية
الرعاية الصحية العقلية في سيراليون معدومة تقريبا. يحاول العديد من الأفراد علاج أنفسهم بمساعدة المعالجين التقليديين. خلال الحرب الأهلية (1991-2002)، شارك العديد من الجنود في الفظائع وأُجبر العديد من الأطفال على القتال. تركهم هذا في حالة صدمة نفسية، إذ يُقدر عدد المصابين بأمراض نفسية بـ 400 ألف شخص (بحلول عام 2009). ووقع آلاف الأطفال الجنود السابقين في براثن تعاطي المخدرات في محاولتهم طمس ذكرياتهم.

## السياسة الحكومية
لا تقدم حكومة سيراليون أي مساعدة للمواطنين ذوي الإعاقة. في عام 2010، قال بينتري كالانجا، مدير البرنامج الأول لأفريقيا في منظمة قرى الأطفال SOS، وهي منظمة خيرية دولية: "لم يتم اعتبار الإعاقة قضية تنموية رئيسية حتى الآن ويجب تسليط الضوء عليها بشكل أكبر".
في تقريرها لعام 2011، أشارت لجنة حقوق الإنسان في سيراليون بإيجابية إلى إقرار قانون الأشخاص ذوي الإعاقة لعام 2011 في ذلك العام، والذي "من شأنه أن يعالج المخاوف المتعلقة بحقوق الإنسان للأشخاص ذوي الإعاقة"، لكنها أضافت "أن هذا القانون لم يتم الترويج له ولم يتم بذل الكثير من الجهود لتنفيذه، وخاصة إنشاء اللجنة الوطنية للأشخاص ذوي الإعاقة".